# Trzebiatkowa (gromada)
Trzebiatkowa (początkowo Trzebiatkowo) – dawna gromada, czyli najmniejsza jednostka podziału terytorialnego Polskiej Rzeczypospolitej Ludowej w latach 1954–1972.
Gromady, z gromadzkimi radami narodowymi (GRN) jako organami władzy najniższego stopnia na wsi, funkcjonowały od reformy reorganizującej administrację wiejską przeprowadzonej jesienią 1954 do momentu ich zniesienia z dniem 1 stycznia 1973, tym samym wypierając organizację gminną w latach 1954–1972.
Gromadę Trzebiatkowo z siedzibą GRN w Trzebiatkowie (w obecnym brzmieniu Trzebiatkowa) utworzono – jako jedną z 8759 gromad na obszarze Polski – w powiecie bytowskim w woj. koszalińskim na mocy uchwały nr 43/54 WRN w Koszalinie z dnia 5 października 1954. W skład jednostki weszły obszary dotychczasowych gromad Trzebiatkowo, Ciemno, Masławiczki i Masławice (bez części włączonej do gromady Tuchomie) ze zniesionej gminy Tuchomie w powiecie bytowskim oraz obszar dotychczasowej gromady Kramarzyny ze zniesionej gminy Wałdowo w powiecie miasteckim w tymże województwie. Dla gromady ustalono 17 członków gromadzkiej rady narodowej.
31 grudnia 1971 gromadę Trzebiatkowa zniesiono, a jej obszar włączono do gromady Tuchomie w tymże powiecie.